# Grégory Bourdy
Grégory Bourdy (* 25. April 1982 in Bordeaux) ist ein französischer Profigolfer der PGA European Tour.

## Karriere
Er ist seit 2003 Berufsgolfer und spielte zunächst auf der Alps Tour, auf der er drei Siege feiern konnte. Seit 2005 ist Bourdy Mitglied der European Tour, wo ihm im Oktober 2007 sein erster Erfolg gelang. Zuvor hatte er 2006 ein Turnier der südafrikanischen Sunshine Tour gewinnen können.
Bei der Seve Trophy 2013 war Bourdy der erste Golfer in der Geschichte jenes Wettbewerbs, der alle fünf Matches gewinnen konnte und damit die maximal erreichbare Anzahl von fünf Punkten für das kontinentaleuropäische Team erzielte.

## European Tour Siege
- 2007 Mallorca Classic
- 2008 Portuguese Open
- 2009 UBS Hong Kong Open (zählt auch zur Asian Tour)
- 2013 Wales Open

## Sunshine Tour Siege
- 2006 South African PGA Championship

## Alps Tour Siege
- 2003 Open de Lyon, Open de Bordeaux
- 2005 Open International Stade Français

## Teilnahmen an Mannschaftswettbewerben
- World Cup: 2008, 2011, 2013
- Seve Trophy (für Kontinentaleuropa): 2013 (Sieger)

## Resultate bei Major Championships
| Tournament        | 2007 | 2008 | 2009 | 2010 | 2011 | 2012 | 2013 | 2014 | 2015 | 2016 | 2017 |
| ----------------- | ---- | ---- | ---- | ---- | ---- | ---- | ---- | ---- | ---- | ---- | ---- |
| Masters           | DNP  | DNP  | DNP  | DNP  | DNP  | DNP  | DNP  | DNP  | DNP  | DNP  | DNP  |
| US Open           | DNP  | DNP  | DNP  | DNP  | DNP  | CUT  | DNP  | DNP  | DNP  | T18  | CUT  |
| Open Championship | T53  | T39  | DNP  | DNP  | T48  | DNP  | T64  | T47  | DNP  | DNP  |      |
| PGA Championship  | DNP  | DNP  | DNP  | T58  | CUT  | DNP  | DNP  | DNP  | DNP  | T18  |      |

DNP = nicht teilgenommen

CUT = Cut nicht geschafft

„T“ geteilte Platzierung

Grüner Hintergrund für Siege

Gelber Hintergrund für Top 10